# قرار مجلس الأمن التابع للأمم المتحدة رقم 755
قرار مجلس الأمن التابع للأمم المتحدة رقم 755، المعتمد بدون تصويت في 20 أيار / مايو 1992، بعد دراسة طلب جمهورية البوسنة والهرسك للانضمام إلى عضوية الأمم المتحدة، أوصى المجلس الجمعية العامة بقبول البوسنة والهرسك. جاءت التوصية وسط تفكك يوغوسلافيا.